# Karl Mann (Politiker)
Karl Ludwig Mann (* 27. September 1850 in Bayreuth; † 24. Juni 1925 in München) war ein deutscher Politiker.

## Leben
Als Sohn eines Oberlehrers geboren, studierte Mann nach dem Besuch des Bayreuther Gymnasiums Rechtswissenschaften in Erlangen und München. Während seines Studiums in Erlangen wurde er 1868 Mitglied der Burschenschaft der Bubenreuther. Am Deutsch-Französischen Krieg 1870/71 nahm er als Kriegsfreiwilliger beim 6. Königlich Bayerischen Jägerbataillon teil.
Nach seinem Studium wurde er Bezirksassessor in Dinkelsbühl und 1883 Bürgermeister von Rothenburg ob der Tauber, 1886 erhielt er seine feierliche Verpflichtung und dienstliche Einweisung. Als solcher machte er sich verdient um die Altstadtsanierung und -erhaltung, ließ Grünanlagen errichten sowie Wasser- und Elektrizitätswerke, ein Volksbrausebad und eine Turnhalle. Ab 1886 verwaltete er das Bezirksamt Rothenburg ob der Tauber. 1894 wurde er Mitglied des mittelfränkischen Landrats und gehörte der Bayerischen Generalsynode an. 1907 ging er in den Ruhestand und zog 1908 nach München.

## Ehrungen
- 1897: Verdienstorden vom Heiligen Michael
- 1904: Ernennung zum königlichen Hofrat
- 1908: Ehrenmitglied des Vereins Alt-Rothenburg
- 1920: Die Mannstraße in Rothenburg ob der Tauber wurde nach ihm benannt[2]
- Ehrenbürger von Rothenburg ob der Tauber